# NGC 5439
NGC 5439 est une galaxie spirale située dans la constellation des Chiens de chasse. Sa vitesse par rapport au fond diffus cosmologique est de 2 044 ± 11 km/s, ce qui correspond à une distance de Hubble de 30,2 ± 2,1 Mpc (∼98,5 millions d'al). NGC 5439 a été découverte par l'astronome américain Lewis Swift en 1883.
NGC 5439 est une galaxie du champ, c'est-à-dire qu'elle n'appartient pas à un amas ou un groupe et qu'elle est donc gravitationnellement isolée.